# Franse Senaatsverkiezingen 1977
De Franse Senaatsverkiezingen van 1977 vonden op 25 september 1977 plaats. Het was de zesde keer dat een derde van de Senaat werd gekozen tijdens de Vijfde Franse Republiek.

## Verkiezingsprocedure
De Franse Senaat wordt indirect gekozen door middel van kiesmannen (grands électeurs), lokale volksvertegenwoordigers, zoals regionale-, departements-, en (soms) stadsbestuurders (w.o. burgemeesters en wethouders).

## Uitslag
| Groepering                                 | Afkorting | Zetels | Verschil | Percentage |
| ------------------------------------------ | --------- | ------ | -------- | ---------- |
| Union républicains et des indépendants     | URI       | 52     |          |            |
| Socialiste                                 | SOC       | 62     |          |            |
| Union centriste des démocrates de progrès  | UCDP      | 61     |          |            |
| Rassemblement pour la République           | RPR       | 36     |          |            |
| Gauche Démocratique                        | GD        | 26     |          |            |
| Radicaux                                   | MRG       | 14     |          |            |
| Niet-ingeschrevenen                        | NI        | 9      |          |            |
| Communiste                                 | COM       | 23     |          |            |
| Républicains indépendants d'action sociale | RIAS      | 15     |          |            |
| Totaal:                                    |           | 283    |          | 100,0 %    |

## Voorzitter
| Afbeelding | Persoon     | Datum van verkiezingen | Opmerking |
| ---------- | ----------- | ---------------------- | --------- |
|            | Alain Poher | 3 oktober 1977         | herkozen  |